# 10747 Кетен
10747 Кетен (10747 Kothen) — астероїд головного поясу, відкритий 1 лютого 1989 року.
Тіссеранів параметр щодо Юпітера — 3,625.
Названо на честь міста Кетен в Німеччині у федеральній землі Саксонія-Ангальт.